# Episodi di Mystery! (settima stagione)
La settima stagione della serie televisiva Mystery! è stata trasmessa in anteprima negli Stati Uniti d'America dalla Public Broadcasting Service tra il 9 ottobre 1986 e il 30 aprile 1987.
| nº | Titolo originale                                              | Titolo italiano | Prima TV USA     | Prima TV Italia |
| -- | ------------------------------------------------------------- | --------------- | ---------------- | --------------- |
| 1  | Shroud for a Nightingale (Part 1)                             |                 | 9 ottobre 1986   |                 |
| 2  | Shroud for a Nightingale (Part 2)                             |                 | 16 ottobre 1986  |                 |
| 3  | Shroud for a Nightingale (Part 3)                             |                 | 23 ottobre 1986  |                 |
| 4  | Shroud for a Nightingale (Part 4)                             |                 | 30 ottobre 1986  |                 |
| 5  | Shroud for a Nightingale (Part 5)                             |                 | 6 novembre 1986  |                 |
| 6  | Brat Farrar (Part 1)                                          |                 | 13 novembre 1986 |                 |
| 7  | Brat Farrar (Part 2)                                          |                 | 20 novembre 1986 |                 |
| 8  | Brat Farrar (Part 3)                                          |                 | 27 novembre 1986 |                 |
| 9  | Agatha Christie's Miss Marple II: A Pocketful of Rye          |                 | 11 dicembre 1986 |                 |
| 10 | Agatha Christie's Miss Marple II: A Murder Is Announced       |                 | 18 dicembre 1986 |                 |
| 11 | The Secret Adversary                                          |                 | 25 dicembre 1986 |                 |
| 12 | The Return of Sherlock Holmes I: The Empty House              |                 | 5 febbraio 1987  |                 |
| 13 | The Return of Sherlock Holmes I: The Abbey Grange             |                 | 12 febbraio 1987 |                 |
| 14 | The Return of Sherlock Holmes I: The Musgrave Ritual          |                 | 19 febbraio 1987 |                 |
| 15 | The Return of Sherlock Holmes I: The Second Stain             |                 | 26 febbraio 1987 |                 |
| 16 | The Return of Sherlock Holmes I: The Man with the Twisted Lip |                 | 5 marzo 1987     |                 |
| 18 | The Return of Sherlock Holmes I: The Six Napoleons            |                 | 19 marzo 1987    |                 |
| 19 | Dalgliesh: Cover Her Face (Part 1)                            |                 | 26 marzo 1987    |                 |
| 20 | Dalgliesh: Cover Her Face (Part 2)                            |                 | 2 aprile 1987    |                 |
| 21 | Dalgliesh: Cover Her Face (Part 3)                            |                 | 9 aprile 1987    |                 |
| 22 | Dalgliesh: Cover Her Face (Part 4)                            |                 | 16 aprile 1987   |                 |
| 23 | Dalgliesh: Cover Her Face (Part 5)                            |                 | 23 aprile 1987   |                 |
| 24 | Dalgliesh: Cover Her Face (Part 6)                            |                 | 30 aprile 1987   |                 |